# Asterope albicans
Asterope albicans är en fjärilsart som beskrevs av M.Gaede 1915. Asterope albicans ingår i släktet Asterope och familjen praktfjärilar. Inga underarter finns listade i Catalogue of Life.